# Protohermes guangxiensis
Protohermes guangxiensis är en insektsart som beskrevs av C.-k. Yang och Ding Yang 1986. Protohermes guangxiensis ingår i släktet Protohermes och familjen Corydalidae. Inga underarter finns listade i Catalogue of Life.